# Вечер на Хопре
«Вечер на Хопре» — цикл повестей М. Н. Загоскина, написанных в «готическом» стиле под влиянием «Вечеров на хуторе близ Диканьки» и «Вечера на Кавказских водах в 1824 году», а также благодаря детскому увлечению автора произведениями Анны Радклиф. Впервые опубликован в журнале «Библиотека для чтения» в марте-апреле 1834 года. Первоначально повести не имели названий, а в журнале именовались «статья первая», «статья вторая» и т. д. Повести «Две невестки» и «Ночной поезд» были написаны позже, в 1857 году.

## Сюжет
Рассказчик вместе со своим приятелем Заруцким приезжает к его дядюшке Ивану Алексеевичу Асанову в уединенное поместье на Хопре в Сердобском уезде. Вместе с другими гостями Асанова они проводят в поместье несколько дней, рассказывая по вечерам разные таинственные и мистические истории из своей жизни.

## Структура произведения
1. Вступление — рассказывается о приезде рассказчика к Асанову
2. Пан Твардовский — история о ночевке в полуразрушенной мызе близ Кракова в 1772 году, во время которой рассказчик попал на пир к умершему бывшему хозяину дома
3. Белое привидение — детективная история о появлении привидения в итальянском поместье
4. Нежданные гости — история о помещике, на ужин к которому явились бесы под видом приказчика и казаков
5. Концерт бесов — история об итальянской оперной певице, которая устроила концерт для мертвецов и своего возлюбленного
6. Две невестки — история о близких подругах, женах двух братьев, которые поклялись явиться одна к другой после смерти
7. Ночной поезд — история о свадьбе в доме разбойника, на которую явились убитые им путники